# Dactylorhiza beckeriana
Dactylorhiza beckeriana är en orkidéart som först beskrevs av Hans Höppner, och fick sitt nu gällande namn av Károly Rezsö Soó von Bere. Dactylorhiza beckeriana ingår i Handnyckelsläktet som ingår i familjen orkidéer. Inga underarter finns listade i Catalogue of Life.